# Arrondissement Cognac
Arrondissement Cognac je francouzský arrondissement ležící v departementu Charente v regionu Poitou-Charentes. Člení se dále na 9 kantonů a 112 obcí.

## Kantony
- Baignes-Sainte-Radegonde
- Barbezieux-Saint-Hilaire
- Brossac
- Châteauneuf-sur-Charente
- Cognac-Nord
- Cognac-Sud
- Jarnac
- Rouillac
- Segonzac